# GAC GA3S
GAC GA3S (ранее GAC GA3) — субкомпактный автомобиль, выпускавшийся компанией GAC Group под брендом Trumpchi с 2013 по 2019 год.

## Описание
Автомобиль GAC GA3S базировался на платформе, на которой позднее начал выпускаться GAC GS3. В иерархии автомобиль был расположен ниже GAC GA5.
До модернизации автомобиль назывался GAC GA3. Он дебютировал в 2013 году на Шанхайском автосалоне. Продажи начались в июле 2013 года по ценам от 80000 до 120000 юаней.

За всю историю производства автомобиль оснащался двигателями внутреннего сгорания объёмом 1,4—1,6 литра.

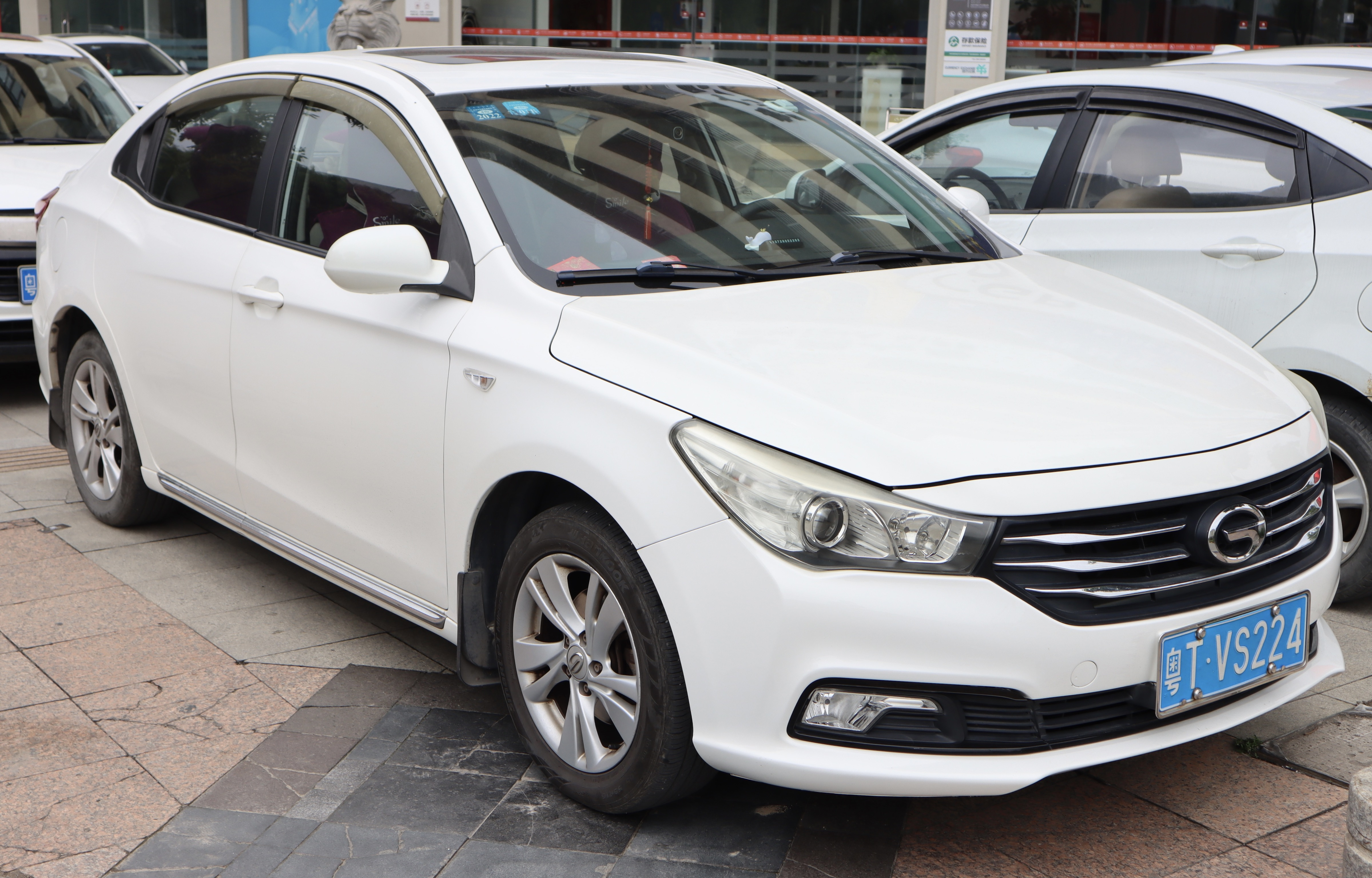
Вид спереди
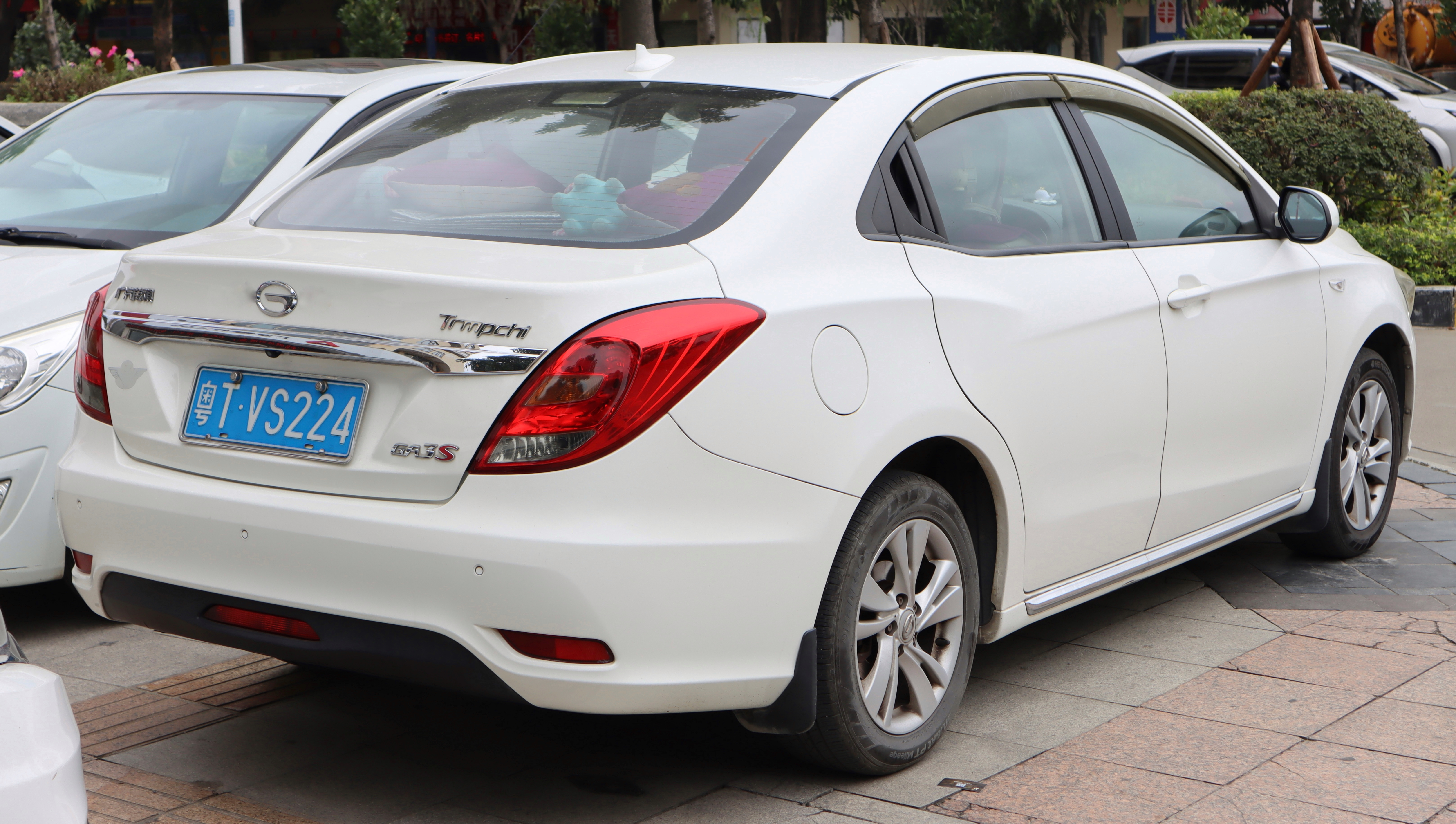
Вид сзади

В 2016 году после модернизации автомобиль получил название GAC GA3S. Параллельно был представлен гибридный автомобиль.

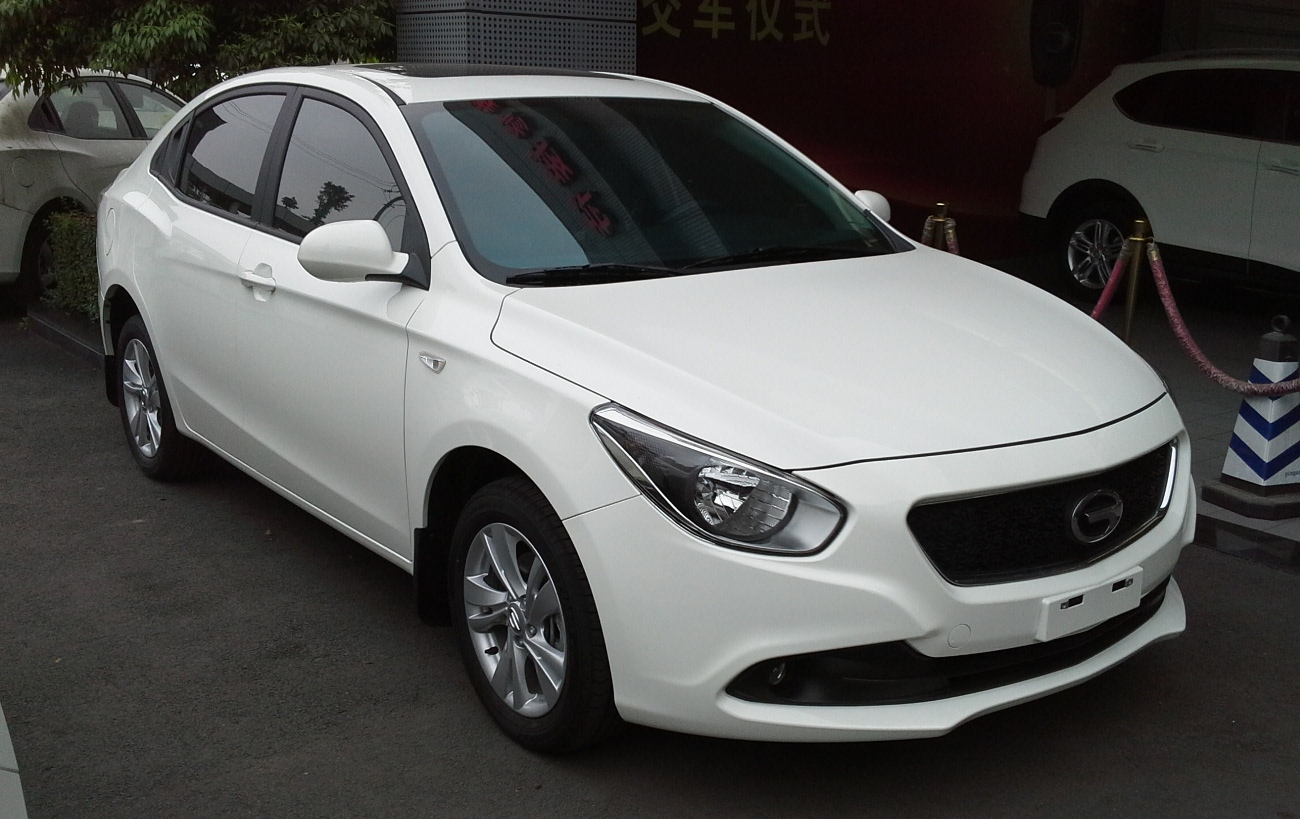
Вид спереди
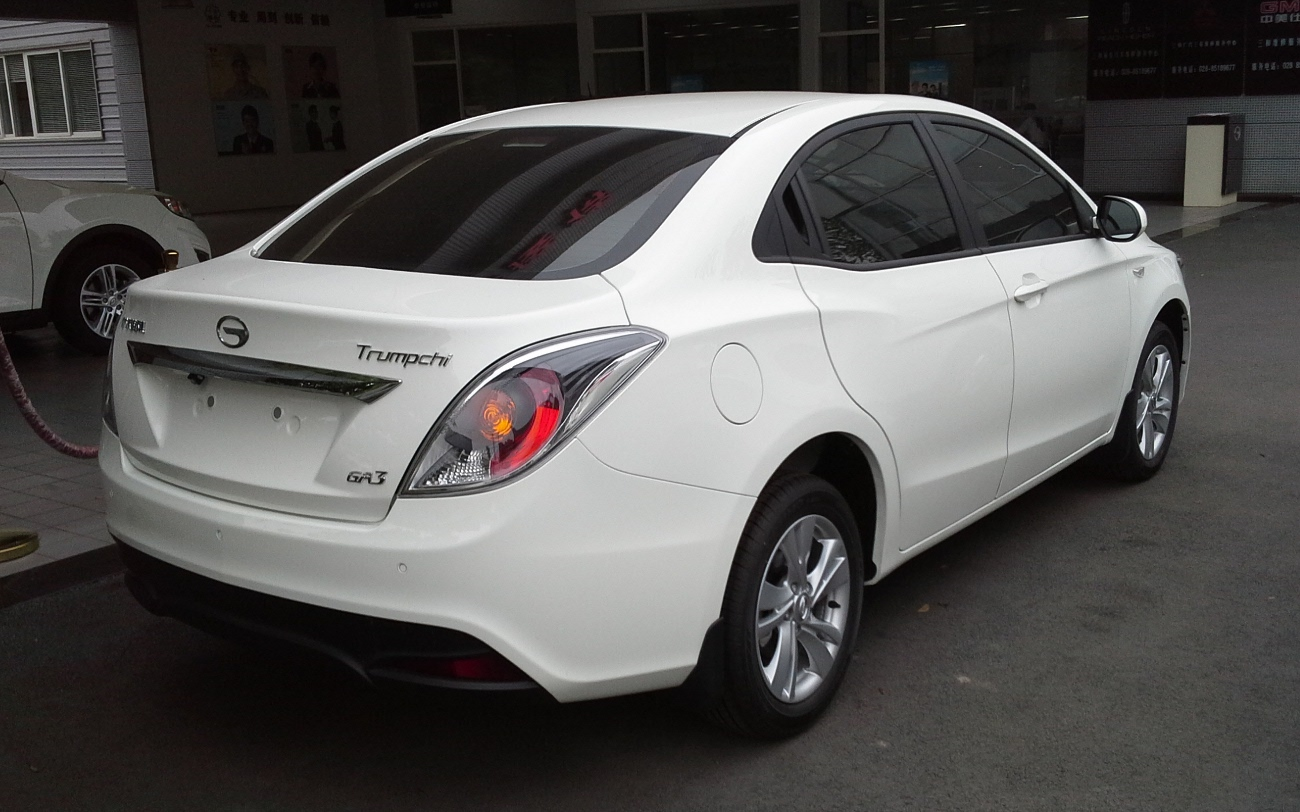
Вид сзади

## Gonow E Mei/GA

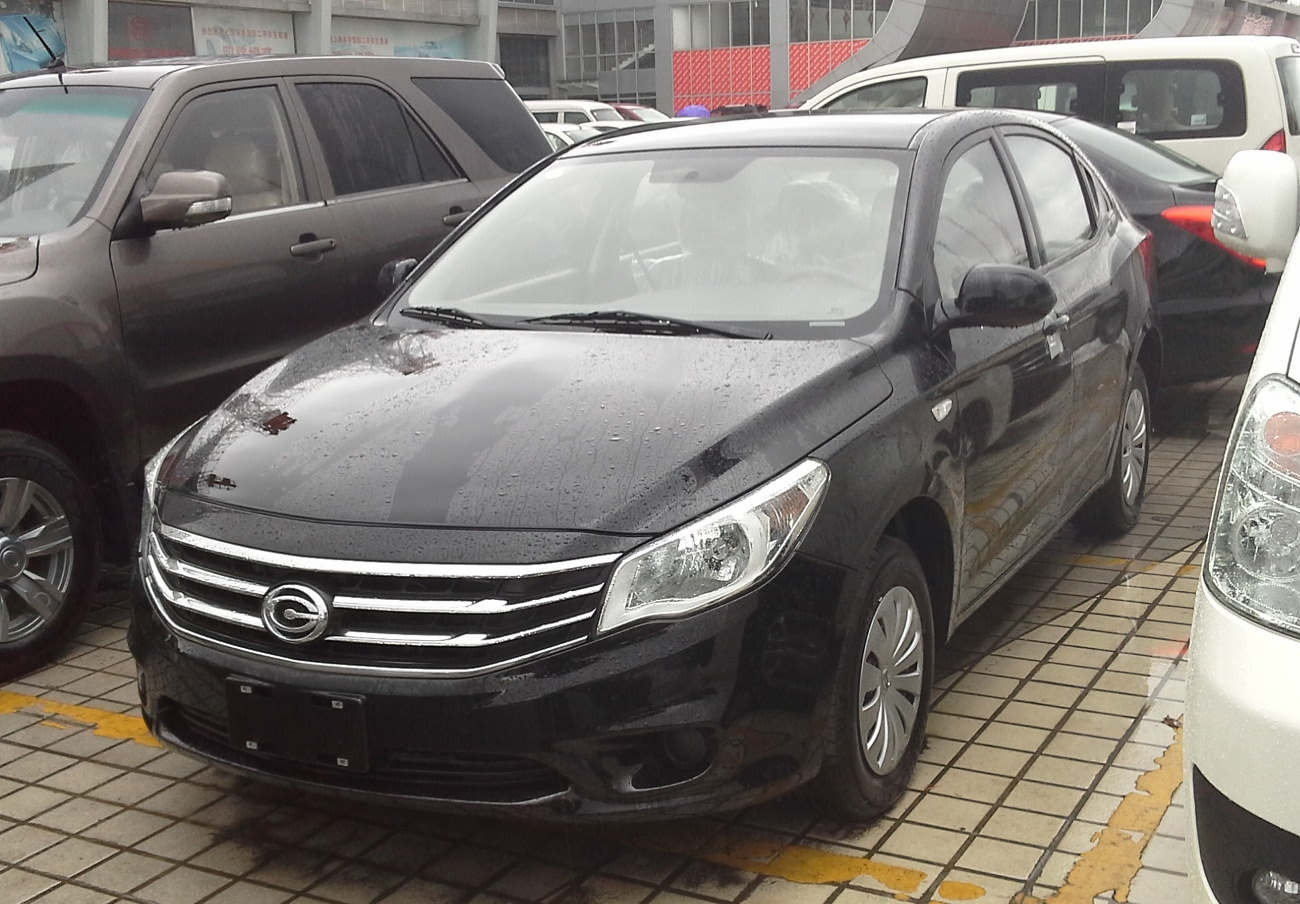
Gonow E Mei

Автомобиль GAC GA3 выпускался с 2014 года под брендом Gonow E Mei с 2014 года. Его цены составляли от 69800 до 96800 юаней.